# Violacytherois
Violacytherois is een geslacht van kreeftachtigen uit de klasse van de Ostracoda (mosselkreeftjes).

## Soorten
- Violacytherois flavoviolacea Schornikov, 1993
- Violacytherois sargassicola (Hiruta, 1976)